# Tête de cire
La Tête de cire, ou Tête Wicar, est un buste de femme en cire légèrement polychromée portant une draperie en terre cuite qui a été légué par Jean-Baptiste Wicar à la Société des sciences, de l'agriculture et des arts de Lille en 1834. Considéré comme un chef d’œuvre, il a fait la renommée du musée de Lille jusqu’au milieu du XXe siècle.

## Histoire
La Tête de cire fait partie du legs de Jean-Baptiste Wicar à la Société des sciences, de l'agriculture et des arts de Lille, en 1834. Dans le procès-verbal de dépôt du legs, elle est désignée comme « Une tête en cire, du temps de Raphaël », sans autre précision.
Alors que le legs en fait apparemment peu de cas, la Tête de cire est immédiatement et unanimement considérée comme un chef d’œuvre. C’est ainsi qu’elle est qualifiée dans le Catalogue des dessins et objets d’art légués par Wicar établi par la Société des sciences, de l'agriculture et des arts en 1856. Son attribution à Raphaël, par un raccourci que la désignation du buste dans le legs n’autorisait d’ailleurs pas, est toutefois rapidement mise en cause. Dans la notice du catalogue de 1856, Charles Benvignat propose d’abord de distinguer l'ouvrage de cire de la draperie et du piédouche en terre cuite qu’il date du XVIIIe siècle. Il suggère ensuite une origine antique, en s’appuyant sur la découverte en 1853 de têtes en cire dans des tombes romaines de l’époque de Dioclétien à Cumes.
Quelques années plus tard, Jules Renouvier rejette lui aussi l'attribution à Raphaël mais propose de voir dans le buste de jeune fille l'œuvre d'Orsino Benintendi, artiste cirier florentin du XVe siècle, sous la direction d’Andrea del Verrocchio, le maître de Léonard de Vinci. En 1878, Louis Gonse, qui ouvre son propos par un parallèle avec La Joconde, se range à son opinion dans un long article qui réfute les attributions précédentes.
Pour Louis Courajod, qui établit une correspondance avec un dessin de tête de jeune fille séparée du corps attribué à Raphaël et conservé à la bibliothèque Albertine de Vienne, la tête de cire est un moulage pris sur le cadavre d’une jeune fille. Il ne se prononce cependant pas sur l’auteur, et semble se ranger à l’opinion de Jules Renouvier et Louis Gonse.
Le buste suscite également l'admiration et l'intérêt des historiens d'art germaniques. Henry Thode, qui reprend la correspondance avec le dessin de l'Albertine de Vienne, formule l’hypothèse que la tête de cire pourrait être le portrait d’une jeune fille romaine dont le cadavre parfaitement conservé a été découvert en 1485 dans un tombeau de la via Appia.
Ces thèses sont réfutées par Hubert Janitschek, qui pense que la tête de cire ne peut être rattachée ni à l’antiquité, ni à l’époque d’Andrea del Verrocchio. Il n'avance pas de nom d'auteur mais conclut que « de même que La Joconde, le buste de Lille continuera en outre à exercer l'imagination des poètes, qui s'efforceront d'en pénétrer le secret ; ils pourront, dans leurs compositions, le ranger hardiment parmi les plus belles conquêtes des temps modernes ; l'antiquité, nous croyons pouvoir l'affirmer, est hors de cause ici ». Franz Wickhoff, pour sa part, d'accord sur le fond avec Janitschek, considère dans un article de 1901 que le buste de cire et le piédouche de terre cuite sont contemporains et datent de la seconde moitié du XVIIe siècle.
Aujourd’hui encore, l’auteur de la Tête de cire reste inconnu. Silvia Urbini observe que la tête de jeune fille évoque, tant par la morphologie que par les matériaux utilisés, les œuvres du sculpteur bolonais Angelo Piò réalisées au cours de la première moitié du XVIIIe siècle. Le site de l’Association des conservateurs des musées des Hauts-de-France précise que « dans l’état actuel des recherches, il est très probable que l’œuvre ait été réalisée par François Duquesnoy, sculpteur flamand, mort en Toscane en 1643 », mais la fiche du palais des Beaux-Arts reste très prudente et mentionne simplement : « Ce dont on est certain, c’est de la référence à l’Italie renaissante, considérée par les artistes comme un idéal de perfection. ».

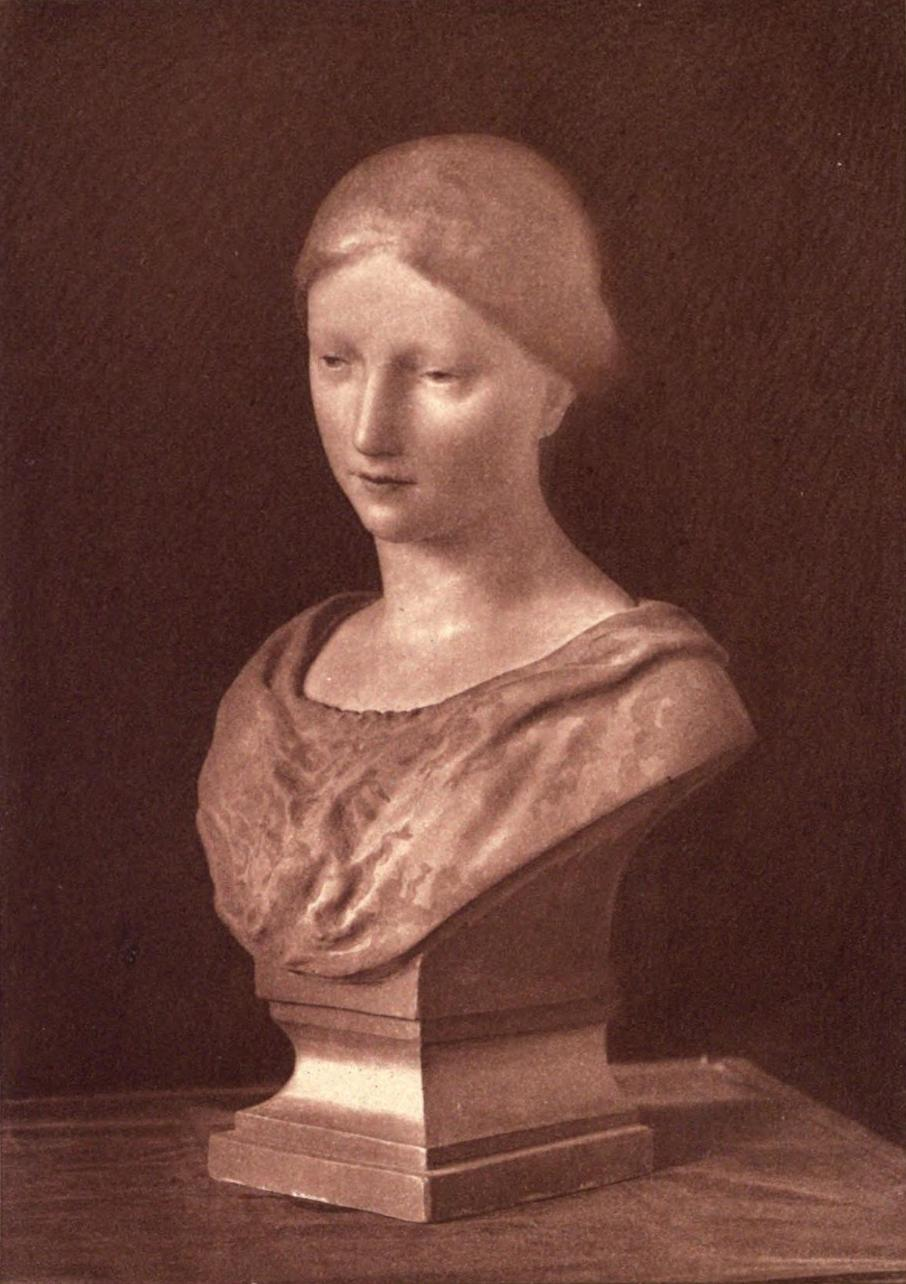
Illustration de la traduction anglaise par Sarah Holland Adams de la nouvelle d'Ossip Schubin, Blanche : The Maid of Lille, 1902

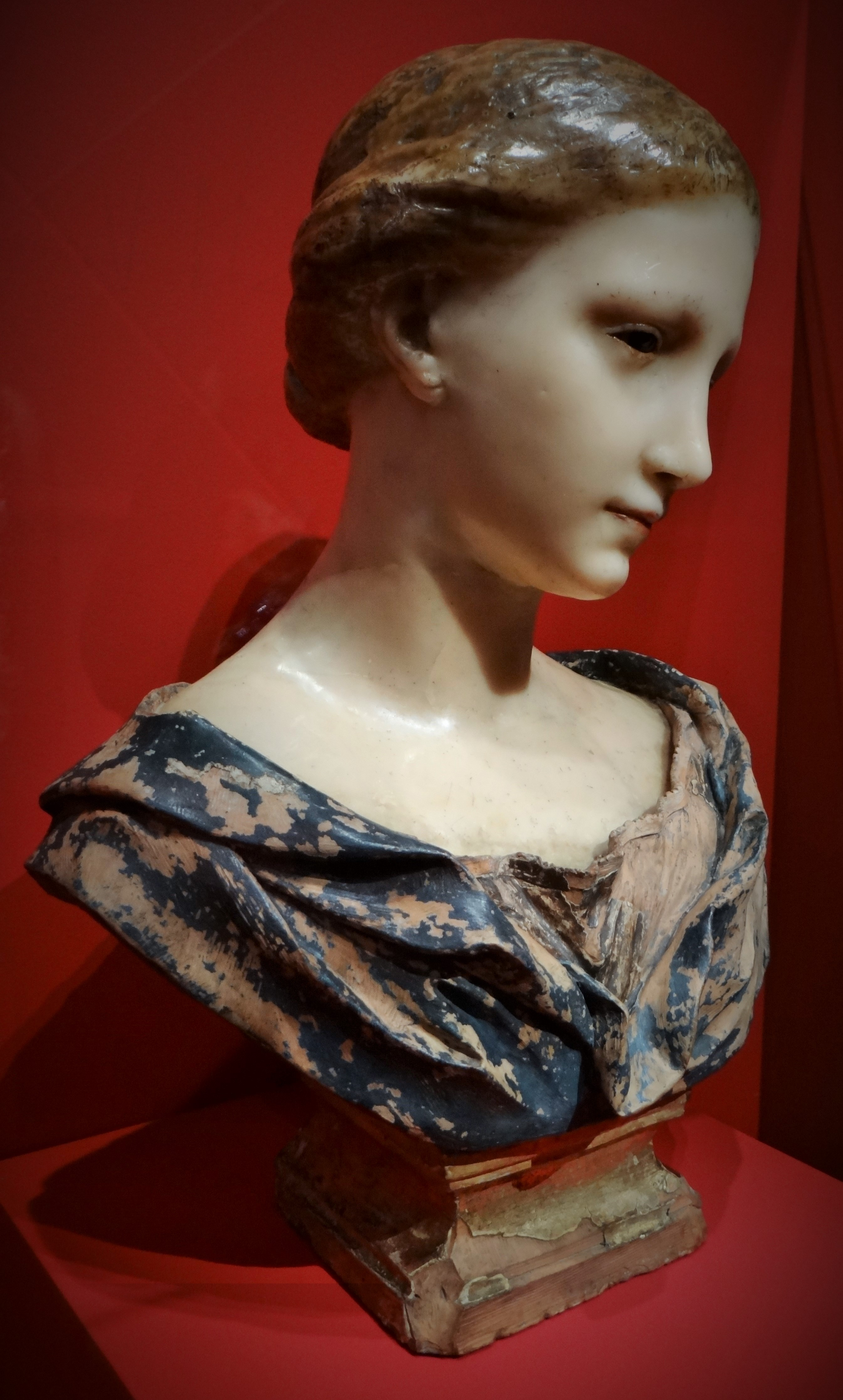
Tête de cire léguée par Wicar, à l'exposition En couleurs. La sculpture polychrome en France, 1850-1910, Paris, musée d'Orsay, 2018 (première exposition du buste)

Quoi qu’il en soit de son origine, de son auteur ou de sa destination, la Tête de cire du musée de Lille acquiert au cours de la seconde moitié du XIXe siècle une notoriété considérable.
C’est ainsi qu’en 1869, Alexandre Dumas fils en fait réaliser une copie par Henry Cros qu’il place dans son cabinet de travail. A son sujet, il écrit dans une lettre adressée à un ami : « Je voudrais te montrer sur une table, près de ma bibliothèque, devant une grande tenture en soie brodée d’animaux fantastiques de toutes couleurs, une tête de jeune fille en cire, copie unique que j’ai fait faire, de celle qui est au Musée de Lille et qu’on rapporte à Raphaël ; moi je la crois de Léonard, mais mon opinion ne fait rien à l’affaire. Cette tête est divine. Cros l’a copiée avec amour. Elle est le grand tout en un petit volume, car son expression donne l’image de la vie, et la matière dont elle est faite donne la sensation de la mort. Ce que nous avons écrit ensemble depuis plusieurs années est prodigieux… »
En 1889, le buste est le sujet d'une rêverie de Paul Bourget au cours de laquelle il imagine la jeune fille de cire en héroïne de Boccace dans le Décaméron ou de Stendhal dans L’Abbesse de Castro.
Dans ses mémoires, la chanteuse Yvette Guilbert raconte qu'elle s'est inspirée de la Tête de cire du musée de Lille pour composer son personnage de scène, « sa pâleur, sa couronne de cheveux roux étant aussi mon partage ». Et elle ajoute : « Sa distinction, sans recherche, venait, à mon avis, de sa parfaite simplicité. Je voulus surtout, et avant tout, paraître très distinguée, pour me permettre de tout oser dans un répertoire... »
La Tête de cire est citée par Jean Lorrain dans Monsieur de Phocas et par Marcel Proust dans Sur la lecture (il semblerait, en réalité, qu'il fasse plutôt allusion à la Femme inconnue aujourd'hui attribuée à F. Laurana et conservée à Paris au musée du Louvre), mais sa notoriété dépasse les frontières et elle est aussi l’héroïne d’une nouvelle de l’écrivain autrichien Ossip Schubin, Blanche: the maid of Lille, traduite dans plusieurs langues. En 1939 encore, elle est prétexte à un roman de Léopold Delannoy, On a volé la Tête de Cire, sous titré roman touristique lillois.

## Description
Il s’agit d’une jeune fille de 17 ou 18 ans. Sa tête, en cire vierge, est un peu plus petite que nature et légèrement penchée en avant, vers la gauche. Son teint est pâle, ses cheveux d’une blondeur tirant sur le roux. Les détails sont d’un grand réalisme, comme le modelé des oreilles ou la légère asymétrie entre ses deux profils. Le buste est serti dans une draperie chiffonnée et repose sur un piédouche, tous deux en terre cuite peinte. Les yeux en verre soufflé, avec les pupilles peintes en bleu sombre, ont été placés de l'intérieur. Les couleurs ont été appliquées au pinceau, dans la cire encore tendre. Les lèvres minces illuminées par un mystérieux sourire et le regard baissé évoquent une jeunesse chaste et des rêveries mélancoliques. Mais plusieurs commentateurs, comme Louis Gonse ou Louis Courajod, soulignent que son expression change selon l’angle sous lequel on la regarde.
En 1868, la restauration réalisée par Jules Talrich révèle que le buste est creux, constitué de trois couches de cire, la dernière semblant avoir été réalisée plus tard pour consolider les deux premières, d’une épaisseur totale moyenne de 8 millimètres.